# Zou Shiming
Dans ce nom chinois, le nom de famille, Zou, précède le nom personnel.
Zou Shiming (chinois simplifié : 邹市明 ; chinois traditionnel : 鄒市明 ; pinyin : Zōu Shìmíng) est un boxeur chinois né le 18 mai 1981 à Zunyi, Guizhou.

## Biographie
Il concourt dans la catégorie mi-mouches et a gagné trois titres aux championnats du monde de boxe amateur en 2005, 2007 et 2011 ainsi que deux titres olympiques en 2008 et en 2012. Passé professionnel en 2013, il s'incline une première fois lors d'un championnat du monde IBF de la catégorie face au thaïlandais Amnat Ruenroeng mais remporte le titre WBO vacant aux dépens de Prasitsak Phaprom le 5 novembre 2016. Ce succès est éphémère puisqu'il est battu dès le combat suivant au 11e round par le japonais Sho Kimura le 28 juillet 2017.

## Palmarès amateur

### Jeux olympiques
Jeux olympiques d'été de 2012 à Londres :
- Bat Yosbany Veitia Soto (Cuba) 14-11
- Bat Birzhan Zhakypov (Kazakhstan) 13-10
- Bat Paddy Barnes (Irlande) 15-15
- Bat Kaeo Pongprayoon (Thaïlande) 13-10

 Jeux olympiques d'été de 2008 à Pékin :
- Bat Eduard Bermudez (Venezuela) 11-2
- Bat Nordine Oubaali (France) 3-3
- Bat Birzhan Zhakypov (Kazakhstan) 9-4
- Bat Patrick Barnes (Irlande) 15-0
- Bat Pürevdorjiin Serdamba (Mongolie) 1-0[2]

 Jeux olympiques d'été de 2004 à Athènes :
- Bat Rau'shee Warren (États-Unis) 22-9
- Bat Endalkachew Kebede (Éthiopie) 31-8
- Bat Redouane Asloum (France) 20-12
- Perd contre Yan Bhartelemy (Cuba) 17-29

### Championnats du monde de boxe amateur
Championnats de 2003 à Bangkok
 Championnats de 2005 à Mianyang
 Championnats de 2007 à Chicago
 Championnats de 2011 à Bakou

### Jeux asiatiques
Jeux asiatiques de 2006 à Doha
 Jeux asiatiques de 2010 à Canton

### Championnats d'Asie de boxe amateur
Championnats d'Asie de boxe amateur de 2004 à Puerto Princesa
 Championnats d'Asie de boxe amateur de 2007 à Oulan-Bator